# Escuela de Música de Fiesole
La Escuela de Música de Fiesole (en italiano: Scuola di Musica di Fiesole ) es una escuela de música en Fiesole, Italia.  Fue fundada por Piero Farulli en 1974.
Anualmente presenta un Concierto de Fin de Año en el Teatro del Maggio Musicale Fiorentino.
La Orquesta Giovanile Italiana, (Orquesta de la Juventud Italiana) es una de las principales instituciones dentro de la Escuela de Música de Fiesole
En el 2008 el violinista Pavel Vernikov fue Maestro en esta Escuela, y Maria Kouznetsova fue una de sus estudiantes.
La Escuela cuenta con una vasta Biblioteca Musical y una colección de instrumentos entre los cuales se encuentran un violín de Dario I Vettori uno de V. Bissolotti y una viola entera de Igino Sderci del ano 1979.